# 도미티아 칼빌라

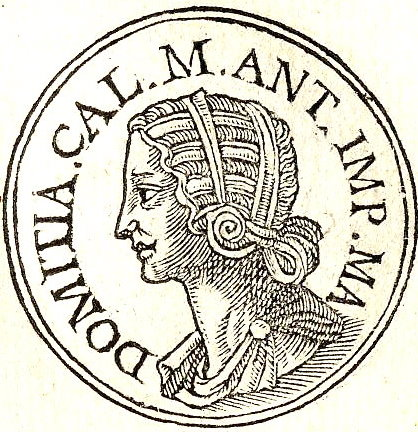
'Promptuarii Iconum Insigniorum'에서의 도미티아 루킬라

도미티아 칼빌라 (Domitia Calvilla) 혹은 도미티아 루킬라 미노르(Domitia Lucilla Minor) 또는 루킬라(Lucilla, 155년–161년 사이 사망)는 2세기에 살았던 로마 귀족 여성이다. 그녀는 로마 황제 마르쿠스 아우렐리우스의 어머니로 잘 알려져 있다.

## 가계
루킬라는 도미티아 루킬라 마요르 (마요르는 라틴어로 '선대'를 뜻한다)와 파트리키 출신의 푸블리우스 칼비시우스 툴루스 루소의 딸로 태어났다. 그녀의 조부는 그나이우스 도미티우스 루카누스이고, 양조부는 그나이우스 도미티우스 툴루스이며 새할아버지는 루키우스 카틸리우스 세베루스였다. 루킬라의 아버지는 109년에 집정관으로 있었고 두 번째 재임 기간은 알려져 있지 않다.
루킬라는 어머니를 통해서 막대한 재산을 상속했는데, 이 중에는 테베레강에서 가까운, 로마 근교의 타일 및 벽돌 공장이 있었다. 이 공장은 콜로세움, 판테온, 트라야누스 시장 등 로마에서 가장 저명한 기념물 몇몇에 벽돌을 공급했고 프랑스, 스페인, 북아프리카 및 지중해 전역에 벽돌을 수출했다. 공장 혹은 그 일부가 로마에서 북쪽 40 마일 거리에 보마르초에서 발굴되었다.

## 혼인

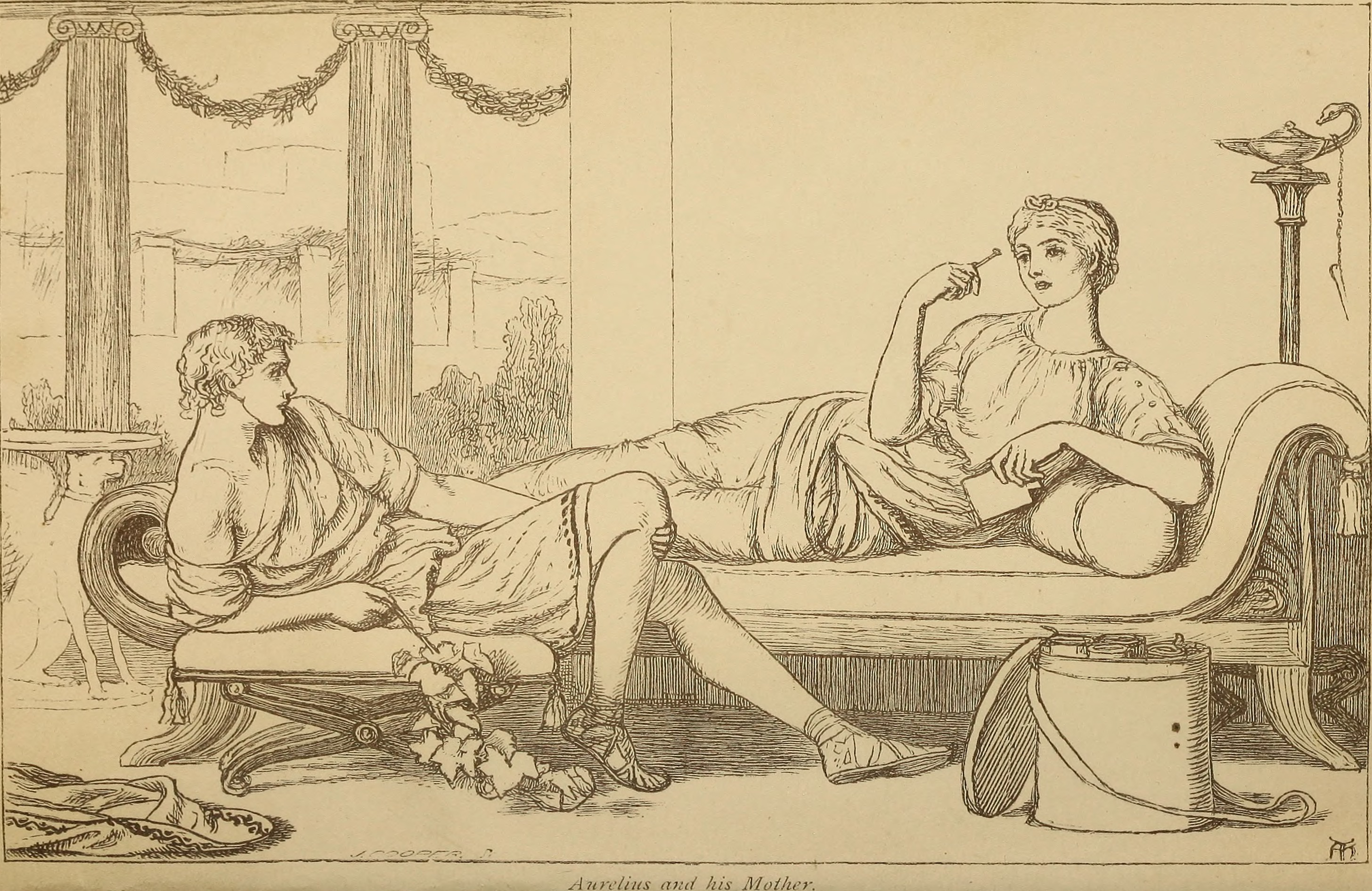
아서 휴스의 '아우렐이우스와 어머니' (1868년작)

루킬라는 부유한 고위 원로원 가문 출신의 법무관인 마르쿠스 안니우스 베루스와 혼인했다. 베루스의 자매인 대 파우스티나는 로마의 황후로 로마 황제 안토니누스 피우스와 혼인했었다. 베루스는 로마 황후 비비아 사비나의 조카였고 조모는 살로니아 마티디아 (로마 황제 트라야누스의 조카)였다. 베루스 사이에서, 그녀는 자식 둘을 낳았는데 그 중 한 명은 미래에 황제가 된 마르쿠스 아우렐리우스 (121년 4월 26일)와 딸 안니아 코르니피키아 파우스티나 (122/123년 – 152년과 158년 사이)였다.

## 미망인
124년에, 남편이 사망했다. 그녀는 아이들을 혼자서 키웠고 이들은 나중에 시아버지에게 입양되었다. 마르쿠스 아우렐리우스는 이후에 타일 및 벽돌 공장을 상속했다.
루킬라의 가정에서, 미래의 로마 황제인 디디우스 율리아누스가 교육을 받았고, 그녀의 지원을 통해 그는 공직 생활을 시작할 수 있었다. 루킬라는 상당한 재력과 영향력을 지닌 여성이었다. '명상록'에서 마르쿠스 아우렐리우스는 그녀를 "소박한 삶을 살았던 '경건하고 자애로운 자'"라고 묘사하였다. 그녀는 말년 로마에서 아들과 같이 보냈다.